# Santa Margherita (San Daniele Po)
Santa Margherita è una frazione del comune cremonese di San Daniele Po posta a ovest del centro abitato.

## Storia
La località era un piccolo villaggio agricolo di antica origine del Contado di Cremona con 152 abitanti a metà Settecento.
In età napoleonica, dal 1810 al 1816, Santa Margherita fu frazione di Pieve d'Olmi, ma recuperò l'autonomia con la costituzione del Regno Lombardo-Veneto, quando le fu aggregato un pezzo di territorio già parmigiano che aveva cambiato sponda fluviale in seguito alle alluvioni.
Nel 1823 gli austriaci decisero però di sopprimere definitivamente il comune di Santa Margherita annettendolo a quello di Porto, anni dopo confluito a sua volta in San Daniele.